# حصن اللبيضي (دوعن)
'

تعديل مصدري - تعديل

حصن اللبيضي هي إحدى قرى عزلة صيف بمديرية دوعن التابعة لمحافظة حضرموت، بلغ تعداد سكانها 37 نسمة حسب تعداد اليمن لعام 2004.